# Billy Mays

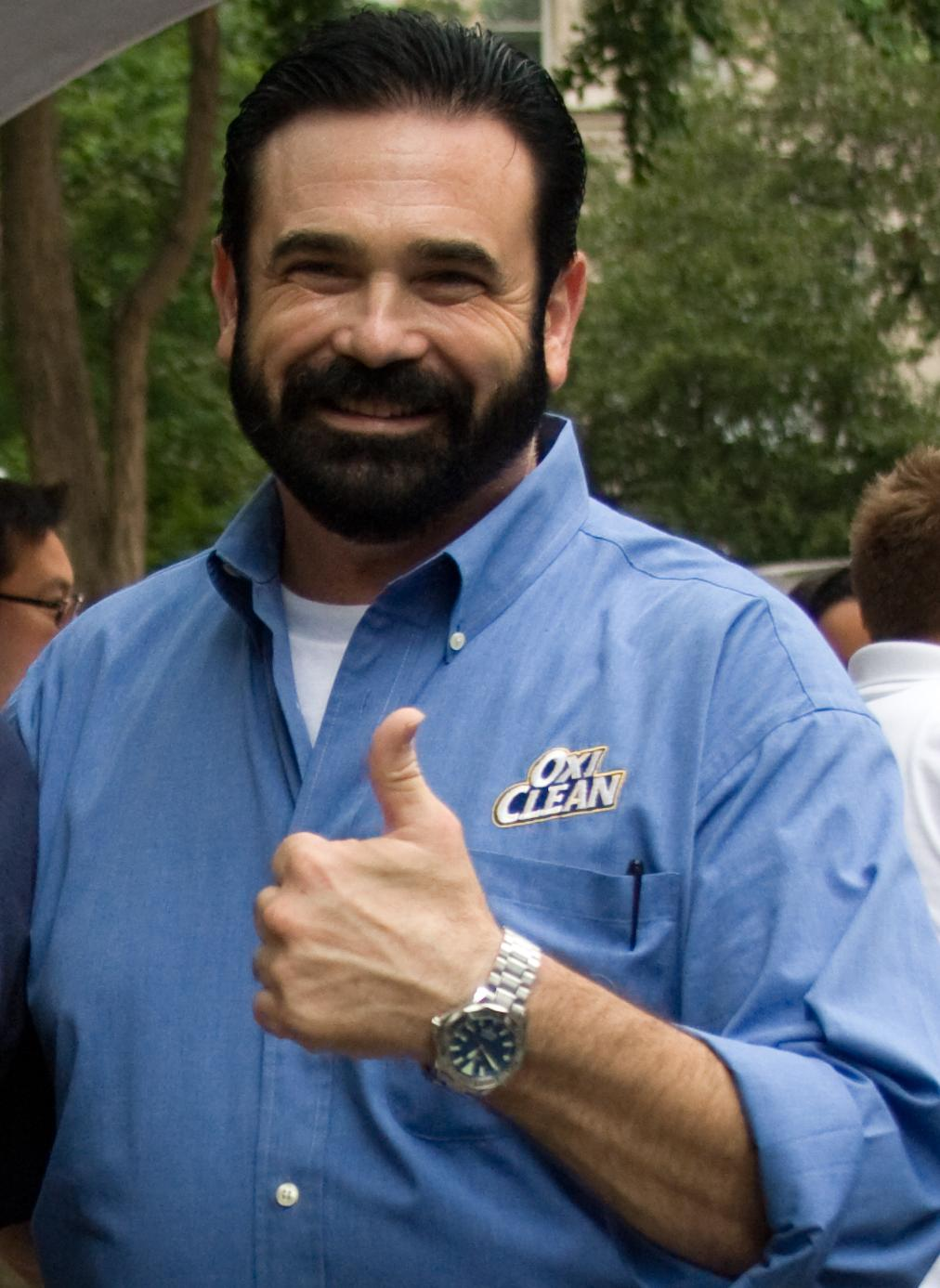
Billy Mays

William Darrel Mays Jr. (McKees Rocks, 20 juli 1958 - Tampa, 28 juni 2009) was een Amerikaans televisiepersoonlijkheid. Mays viel op door zijn opvallende uiterlijk en zijn passie voor het verkopen van producten op de Amerikaanse televisie.
Mays werd geboren in McKees Rocks in de staat Pennsylvania en begon zijn carrière als verkoper in Atlantic City. In 1993 werd hij aangetrokken door Orange Glo International om voor dit bedrijf producten als OxiClean op televisie aan te prijzen. 
Op 15 april 2009 lanceerde Discovery Channel het programma PitchMen, een documentairereeks over de verkoopactiviteiten van Mays. 
Op de ochtend van 28 juni 2009 werd Mays door zijn vrouw dood in huis aangetroffen.

## Parodieën
In de South Park-aflevering Dead Celebrities komt Mays ook voor. Hij prijst het fictieve product Chipotlaway aan dat bloedvlekken uit ondergoed zou verwijderen na het eten van gepeperde wraps (chipotle is een Mexicaanse peper), waardoor Eric Cartman fan van hem wordt. Hij mocht van zijn moeder namelijk geen gepeperde wraps meer eten omdat ze telkens nieuw ondergoed voor hem moest kopen. Mays' zoon, een zelfverklaard South Park-fan, noemde de parodie op zijn vader smaak- en respectvol.
Ook werd er een parodie van gemaakt in de bekende Youtube reeks 'Epic Rap Battles of History' waarin hij moet strijden met Benjamin Franklin. 